# Lago di Lova
Il lago di Lova è un piccolo lago artificiale situato nel territorio comunale di Borno, in val Camonica.

## Descrizione
Occupa il fondo di una conca di origine glaciale, a poco meno di 1300 metri di quota, tra il gruppo montuoso del Pizzo Camino (2491 m) e il monte Mignone (1742 m).
L'invaso fu realizzato nel 1935 come bacino idroelettrico, funzione che assolve tuttora. La diga che lo contiene (80.000 metri cubi di volume) è realizzata in materiali sciolti, con nucleo in terra, e parzialmente rivestita su entrambi i lati. Il coronamento è lungo 340 metri e l'altezza massima raggiunge i 18 metri.
Il bacino, a pieno regime, raggiunge un'estensione di 13,3 ettari e un volume massimo di 455.000 metri cubi. Tuttavia la quantità di acqua immagazzinata dipende fortemente dalla stagione, con un massimo al culmine del disgelo primaverile (aprile, maggio) e nei periodi di intense precipitazioni autunnali. Inoltre, per diversi mesi dell'anno può risultare almeno in parte ghiacciato. Il lago trae alimentazione da due modesti torrenti di montagna, che scendono dai rilievi circostanti, ed eventuali eccessi vengono scaricati a valle formando il torrente San Fiorino, emissario naturale del lago, affluente di sinistra del Trobiolo.
Il lago di Lova si trova inserito in un ambiente naturale tipico delle Prealpi lombarde, con estese foreste di abete rosso che incorniciano il bacino sulla sponda meridionale. Un ampio pascolo, in leggero pendio, contorna invece il lago sul lato settentrionale. Numerose costruzioni rustiche costellano i pascoli attorno al lago.

## Accessi
Il lago di Lova può essere raggiunto in diversi modi. Da Borno una carrozzabile decisamente ripida (segnata, tra l'altro, come sentiero numero 82 dal CAI) sale al lago in circa 3 chilometri. La pendenza molto accentuata (con punte ben oltre il 20%) e il fondo a tratti sconnesso ne fanno un itinerario adatto solamente a robusti mezzi fuoristrada. In prossimità del lago è presente un parcheggio.
Dalla strada carrozzabile, in località Navertino si stacca sulla destra una strada a fondo naturale che, attraversato il torrente San Fiorino, risale il versante opposto della valletta, dove si biforca. A sinistra, un sentiero non segnato (sentér de Còler) salendo ripido all'interno di un fitto bosco raggiunge l'estremità meridionale del lago, ove si trovano le strutture di captazione dell'acqua e di controllo dell'impianto. A destra, la strada forestale risale le pendici meridionali del Dos d'Averta (1501 m) congiungendosi infine con il sentiero nelle vicinanze del lago.
Il lago può essere raggiunto anche partendo da Ossimo Superiore, tramite una ripida mulattiera che dalla parte alta del paese sale alla località Baleggie (circa 1300 m di quota) da cui, in piano, si perviene al lago. Infine, è possibile arrivare al lago di Lova da Villa, frazione di Lozio, valicando il Colle del Mignone (1526 m). Tutti questi itinerari sono praticabili unicamente a piedi, oppure in mountain bike, dal momento che vige il divieto di transito per i mezzi motorizzati.